# Mount Chandler
Mount Chandler ist ein 1400 m hoher und markanter Berg im westantarktischen Ellsworthland. In den Behrendt Mountains ragt er 4 km nordwestlich des Mount Caywood auf.
Der United States Geological Survey kartierte ihn anhand eigener Vermessungen und Luftaufnahmen der United States Navy aus den Jahren von 1961 bis 1967. Das Advisory Committee on Antarctic Names benannte ihn 1966 nach Lieutenant Commander James L. Chandler von der US Navy, Pilot einer Douglas C-47 Skytrain R4D zur Luftunterstützung einer Mannschaft, welche die Antarktischen Halbinsel zwischen 1961 und 1962 zu Erkundungszwecken auf dem Landweg durchquerte.